# Romeo Franz
Pour les articles homonymes, voir Franz.
Romeo Franz, né le 28 octobre 1966 à Kaiserslautern, est un musicien et homme politique allemand. Joueur de violon et de guitare, il trouve ses inspirations dans le jazz manouche de Schnuckenack Reinhardt ou encore Stéphane Grappelli. Il est député européen de 2018 à 2024.

## Biographie

### Carrière musicale
Romeo Franz est issu d'une famille de musiciens. Il a donc été très tôt en contact avec la musique. Il a bénéficié d'une éducation musicale dès l'âge de neuf ans et a fait ses premières prestations publiques à l'âge de onze ans.
À l'âge de 23 ans, il fonde son premier groupe, l'« Ensemble Romeo Franz ». Il fréquente alors de grands noms du jazz comme Schnuckenack Reinhardt, Dorado Schmitt, Biréli Lagrène ou encore Martin Taylor.

### Engagement civique et politique
Depuis 1998, Romeo Franz est engagé pour les droits civils des Sintis et des Roms. De 2003 à 2013, il est vice-président de l'Association nationale des Sintis et Roms d'Allemagne en Rhénanie-Palatinat et membre du conseil d'administration du Conseil central des Sintis et des Roms d'Allemagne. En 2010, il fonde l'Initiative pour l'éducation et la culture des Sintis et des Roms, dont il est le président.
Depuis 2010, Romeo Franz est membre de l'Alliance 90/Les Verts. Pour les élections fédérales de 2013, il est candidat dans la circonscription de Ludwigshafen/Frankenthal et figure à la sixième place de la liste régionale. Toutefois, il n'intègre pas le Bundestag. 
En 2014, il se présente en douzième place sur la liste du parti écologiste. Il n'est alors pas élu, mais intègre finalement le Parlement européen en juillet 2018 en remplacement de Jan Philipp Albrecht, devenu ministre de la transition énergétique, de l'agriculture, de l'environnement, de la nature et de la numérisation du Schleswig-Holstein. Il est ensuite élu en 2019.